# Vitbrynad skräddarfågel
Vitbrynad skräddarfågel (Orthotomus nigriceps) är en fågel i familjen cistikolor inom ordningen tättingar.

## Utseende och läte
Vitbrynad skräddarfågel är en liten tätting med lång näbb och lång stjärt som ofta hålls rest. Ovansidan är olivgrön, buken ljusgrå och hjässan svart. På huvudet syns ett vitt ögonbrynsstreck. Hanen är svart på strupe och bröst, medan honan är vit med streck kring sidorna. Arten liknar brunpannad skräddarfågel, särskilt bakifrån, men skiljer sig tydligt genom teckningen på huvudet. Bland lätena hörs monotona pipiga toner som avges i serier eller en snabb visslande stigande eller fallande drill.

## Utbredning och systematik
Fågeln förekommer i södra Filippinerna (Mindanao, Dinagat och Siargao). Den delas in i två underarter med följande utbredning:
- Orthotomus nigriceps nigriceps – östra Mindanao
- Orthotomus nigriceps luminosus – Dinagat och Siargao

### Familjetillhörighet
Cistikolorna behandlades tidigare som en del av den stora familjen sångare (Sylviidae). Genetiska studier har dock visat att sångarna inte är varandras närmaste släktingar. Istället är de en del av en klad som även omfattar timalior, lärkor, bulbyler, stjärtmesar och svalor. Idag delas därför Sylviidae upp i ett antal familjer, däribland Cisticolidae.

## Levnadssätt
Vitbrynad skräddarfågel förekommer i låglänta områden och förberg. Den hittas i tät undervegetation i skog.

## Status
Trots det begränsade utbredningsområdet och att den tros minska i antal anses beståndet vara livskraftigt av internationella naturvårdsunionen IUCN. 